# Гільєрмо Обоне
Гільєрмо Обоне (ісп. Guillermo Aubone; нар. 8 червня 1954) — колишній аргентинський тенісист.
Найвищу одиночну позицію світового рейтингу — 133 місце досяг 22 грудня 1980, парну — 175 місце — 3 січня 1983 року.

## Фінали Гран-прі за кар'єру

### Парний розряд: 1 (0–1)
| Результат | W/L | Дата     | Турнір               | Покриття | Партнер        | Суперники                     | Рахунок |
| --------- | --- | -------- | -------------------- | -------- | -------------- | ----------------------------- | ------- |
| Поразка   | 0–1 | Січ 1982 | Вінья-дель-Мар, Чилі | Ґрунт    | Анхель Хіменес | Мануель Орантес Рауль Рамірес | DEF     |

## Титули на челленджерах

### Парний розряд: (1)
| Ранг | Рік  | Турнір        | Покриття | Партнер      | Суперники                       | Рахунок  |
| ---- | ---- | ------------- | -------- | ------------ | ------------------------------- | -------- |
| 1.   | 1981 | Кунео, Італія | Ґрунт    | Рікардо Кано | Рікардо Акунья Раміро Бенавідес | 7–6, 7–5 |